# قطع

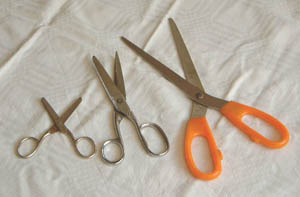
أنواع مختلفة من مقصات

القطع هي عملية فصل الجسم الفيزيائي إلى جزأين أو أكثر عن طريق تطبيق قوة موجهة.
أكثر الأدوات التي تُستخدم في القطع هي السكينة والمقص والمنشار. أما في الطب والعلوم يُستخدم المبضع والمشراح.
ومع ذلك، يمكن استخدام أي جسم كافي الحدة في القطع إذا توفرت فيه صلادة أكبر بما يكفي من المتوفرة في الجسم المقطوع، وفي حال وُجّه هذا الجسم بالقوة الكافية. وتُستخدم السوائل في كثير من الأحيان لقطع الأجسام عند دعمها وتوجيهها بالقوة الكافية، كما هي الحال عند القطع بنفث الماء.

## استعمال القطع

### الصناعة

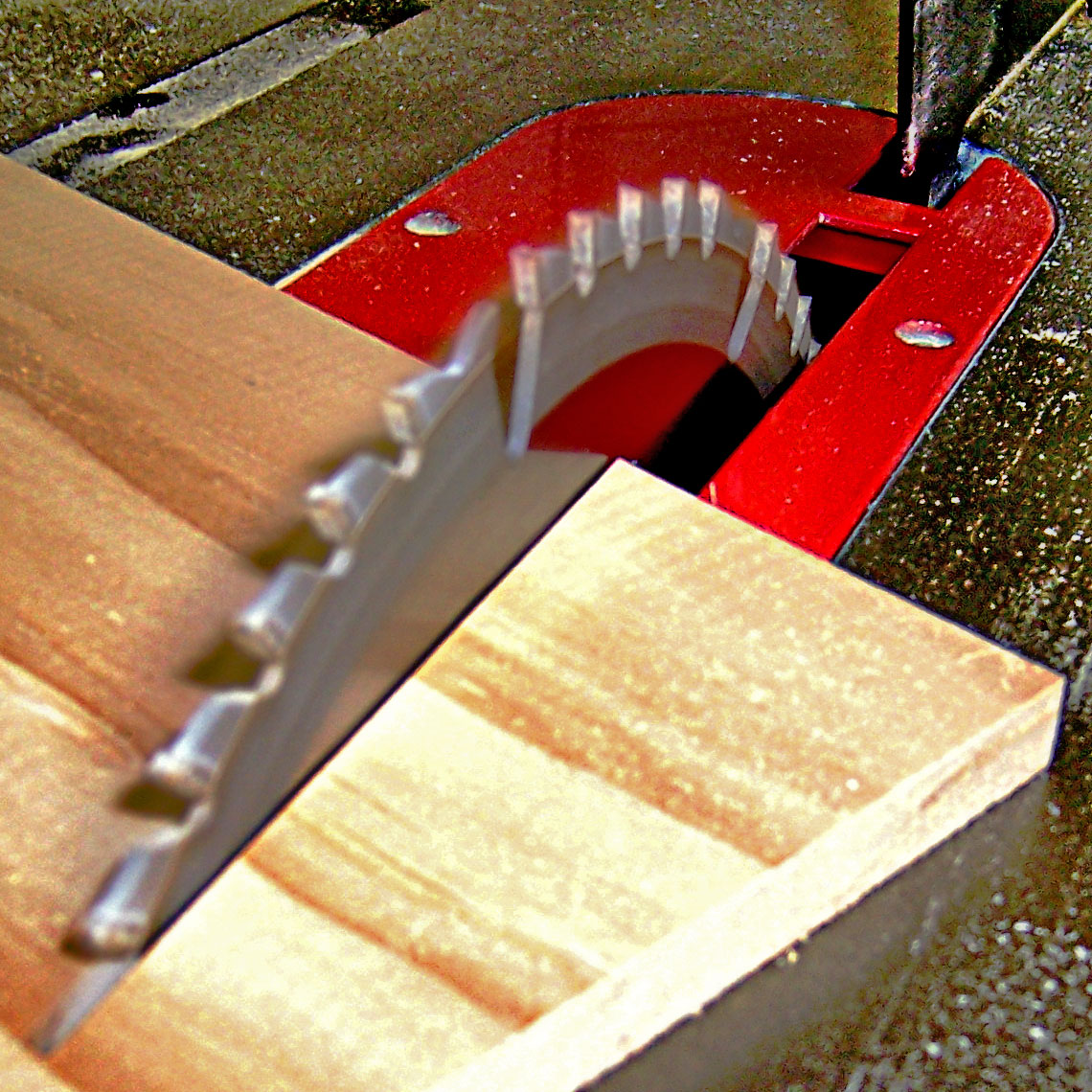
منشار قطع الاخشاب

- الحديد والصلب
- الاخشاب
- الزجاج

### استخدام القطع في الزراعة
يستعمل القطع في كثير من العمليات الزراعية مثل قطع الأشجار.

### القطع في الطب

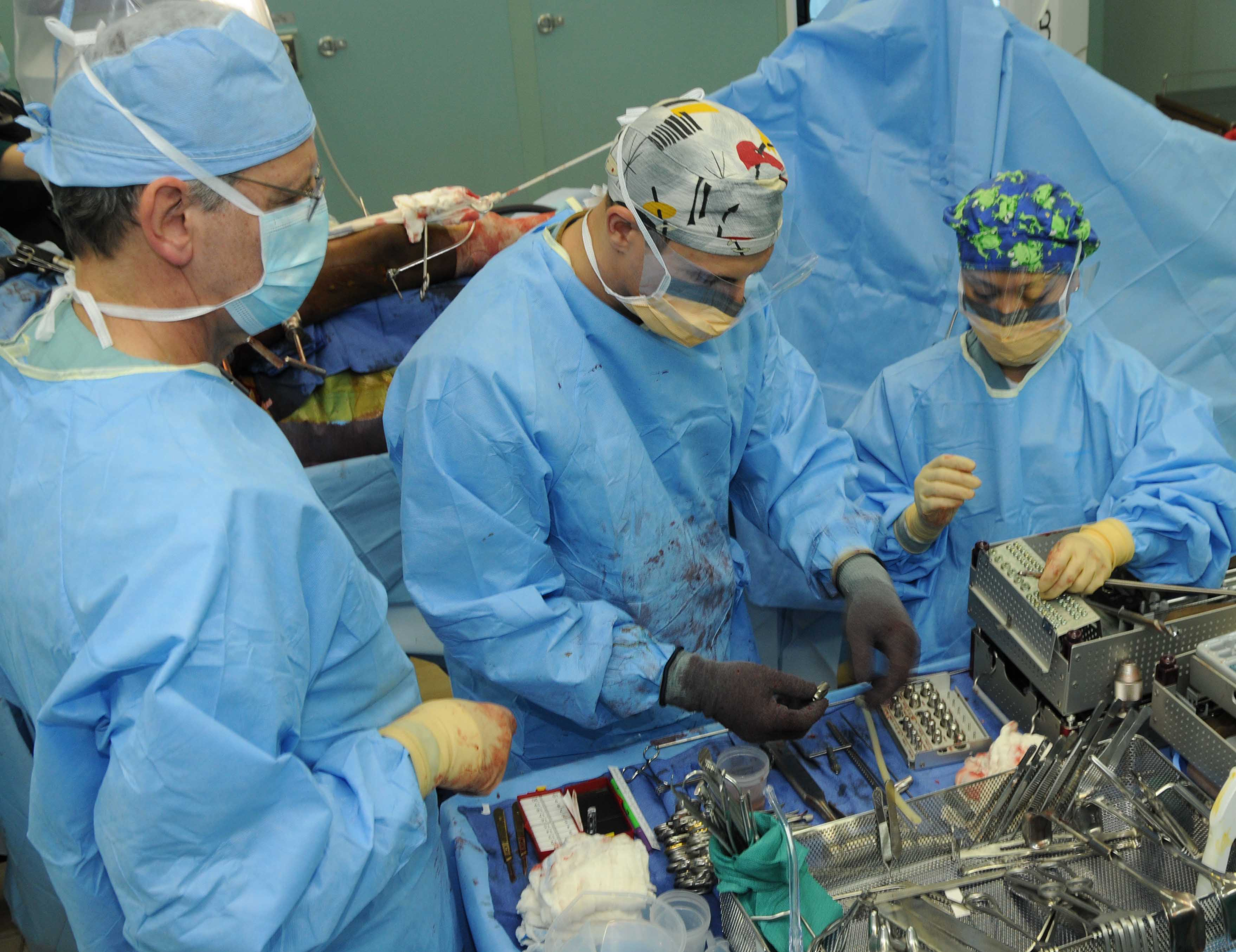
أدوات عملية جراحية

- فصل بعض أجزاء الجسم في العمليات الجراحية.

## أدوات القطع العامة
- منشار
- مقص
- مقصلة
- سكين
- سكين المائدة
- ساطور
- شفرة حلاقة
- فأس

## المعرض

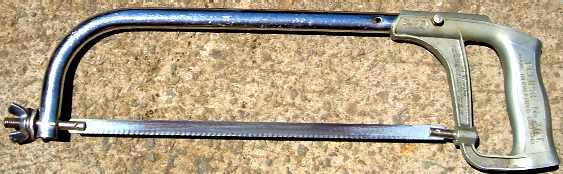
منشار معادن
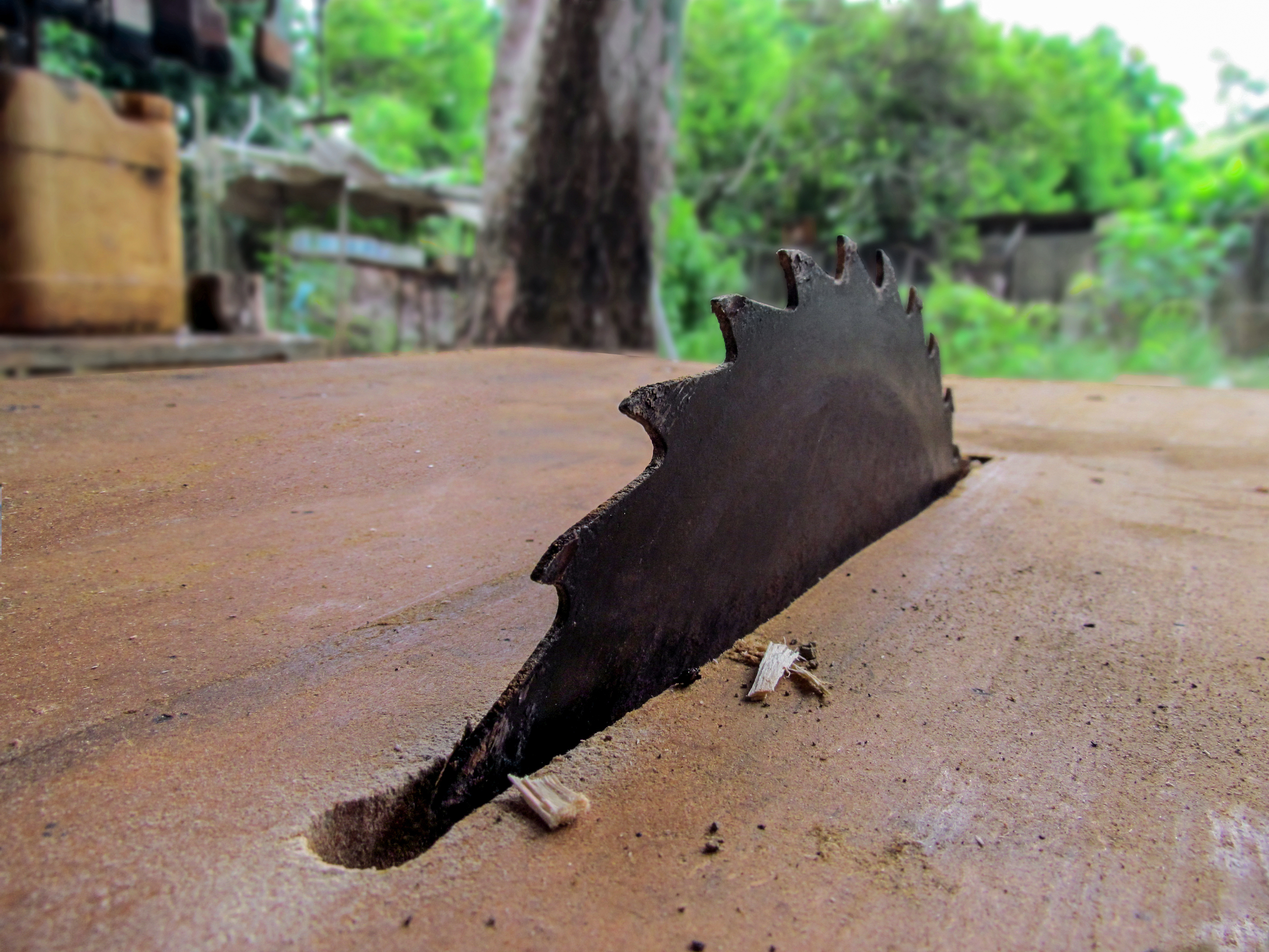
منشار دائري للأخشاب
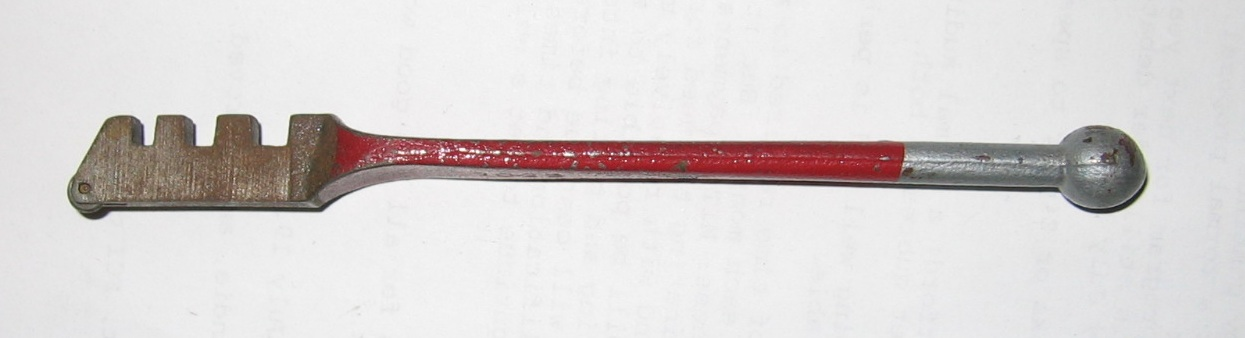
قاطع الزجاج